# Joanna Cherry
Pour les articles homonymes, voir Cherry.
Joanna Cherry, née le 18 mars 1966, est une femme politique écossaise, membre du Parti national écossais.

## Biographie
Joanna Cherry devient avocate en 1995 et est membre de la Faculty of Advocates.
Elle est députée de 2015 à 2024 pour la circonscription de Edinburgh South West. Elle est porte-parole de la Chambre des communes du Royaume-Uni pour le SNP sur les sujets de la justice et des affaires intérieures.
Joanna Cherry est ouvertement lesbienne.